# Bengt Gabriel Wallenius
Bengt Gabriel Wallenius, född 17 maj 1861 i Länna, Stockholms län, död 23 september 1955 i Stockholm, var en svensk arkitekt och målare.
Han var son till godsägaren Erik Konrad Wallenius och Maria Constantia Hulting och från 1903 gift med Alma Dorotea Fredrika Wilhelmina Karbou. Wallenius studerade vid Norrtälje elementarläroverk 1871–1876, Stockholms gymnasium 1876–1878, Tekniska skolan 1879 och vid Konstakademiens målarskola 1884–1890. Han var därefter verksam som bildkonstnär och från 1894 som möbelarkitekt vid CA Svensson möbelfabrik i Stockholm. 